# 2032 (album)
2032 – album studyjny grupy rockowej Gong, wydany w 2009 roku nakładem G-Wave.

## Lista utworów
Opracowano na podstawie materiału źródłowego.
| Nr  | Tytuł utworu               | Muzyka                                     | Długość |
| --- | -------------------------- | ------------------------------------------ | ------- |
| 1.  | „City of Self Fascination” | Daevid Allen                               | 6:04    |
| 2.  | „Digital Girl”             | Allen, Steve Hillage                       | 4:23    |
| 3.  | „How to Stay Alive”        | Allen, Hillage, Mike Howlett, Chris Taylor | 8:06    |
| 4.  | „Escape Control Delete”    | Allen, Hillage, Miquette Giraudy, Howlett  | 7:58    |
| 5.  | „Yoni Poem”                | Gilli Smyth, Giraudy                       | 2:09    |
| 6.  | „Dance with the Pixies”    | Allen                                      | 4:37    |
| 7.  | „Wacky Baccy Banker”       | Allen, Hillage                             | 8:21    |
| 8.  | „The Year 2032”            | Allen                                      | 5:39    |
| 9.  | „Robo-Warriors”            | Smyth, Giraudy                             | 3:00    |
| 10. | „Guitar Zero”              | Allen, Taylor                              | 4:55    |
| 11. | „The Gris Gris Girl”       | Allen, Hillage                             | 6:29    |
| 12. | „Wave and a Particle”      | Smyth, Giraudy                             | 2:05    |
| 13. | „Pinkle Ponkle”            | Allen, Hillage, Smyth                      | 4:35    |
| 14. | „Portal”                   | Hillage                                    | 7:08    |
|     |                            |                                            | 1:15:29 |

## Twórcy
Opracowano na podstawie materiału źródłowego.
Muzycy:
- Daevid Allen – śpiew, gitary
- Steve Hillage – gitara
- Gilli Smyth – głos, (kosmiczny) śpiew
- Miquette Giraudy – syntezatory
- Mike Howlett – gitara basowa
- Chris Taylor – perkusja
- Theo Travis – saksofon, flet

Dodatkowi muzycy:
- Didier Malherbe – duduk (3, 13), saksofon sopranowy (8), flet (11)
- Yuji Katsui – skrzypce elektryczne (4, 14)
- Elliet Mackrell – skrzypce (6)
- Stefanie Petrik – wokal wspierający (1, 2, 3, 4, 6, 10)

Produkcja:
- Steve Hillage – produkcja muzyczna, miksowanie
- Daevid Allen – produkcja muzyczna, projekt oprawy graficznej
- Mike Marsh – mastering